# Ligne de Pusztaszabolcs à Mezőfalva par Dunaújváros
La ligne de Pusztaszabolcs à Paks par Dunaújváros ou ligne 42 est une ligne de chemin de fer de Fejér en Hongrie. Elle relie Pusztaszabolcs à Paks par Dunaújváros.